# Papa Hamlet

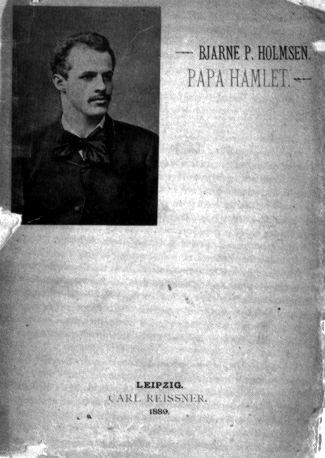
(1889)

Titelblatt von Papa Hamlet 1889

Papa Hamlet heißt ein 1889 erschienener dreiteiliger Erzählband von Bjarne P. Holmsen, der die drei Novellen Papa Hamlet, Der erste Schultag sowie Ein Tod enthält. Bjarne P. Holmsen ist ein norwegisch klingendes Pseudonym, hinter dem sich die beiden deutschen Schriftsteller Arno Holz und Johannes Schlaf verbergen. Der Band gilt neben Gerhart Hauptmanns Erzählung Bahnwärter Thiel als Musterfall naturalistischer Prosa. Schon die zeitgenössische Literaturwissenschaft hat das verwendete Erzählverfahren, in dem sich Erzählzeit und erzählte Zeit decken, diskutiert und als Sekundenstil bezeichnet.
In der Titelerzählung geht es um den mittellosen, arbeitslosen Schauspieler Niels Thienwiebel, der seiner einst größten Rolle „Hamlet“ wehmütig nachtrauert und dessen Größenwahn und Misserfolg durch Niels immer wiederkehrende Zitate aus Shakespeares Werk eine beißend-ironische Brechung erhalten. „Der erste Schultag“ greift das Thema der Kritik an der mit strengen Strafen durchgesetzten Schuldisziplin auf, das auch in Thomas Manns Roman Buddenbrooks angesprochen wird oder in Hermann Hesses Roman Unterm Rad. Ein Tod schildert zwei Freunde, die während einer Nacht bei ihrem im Duell tödlich verletzten Freund wachen.

## Papa Hamlet: Inhalt

### Kapitel 1
Einleitend äußert der Erzähler mithilfe von ironischen Zitaten aus Shakespeares „Hamlet“ seine Verwunderung, den berühmten Schauspieler Niels Thienwiebel in einer solchen Elendsunterkunft anzutreffen.
Unmittelbar nach der Geburt des kleinen Fortinbras befinden sich sein Vater Niels Thienwiebel, seine Frau Amalie und Frau Wachtel, die Vermieterin, in deren Küche, wo Amalie Thienwiebel gerade niedergekommen ist. Inmitten des Chaos nach der Geburt ihres Sohnes erscheint Amalie erschöpft und abwesend, während Niels euphorisch und etwas unachtsam mit dem Neugeborenen spielt und ihn Ole Nissen, einem Mitbewohner, präsentiert. Dieser fällt beinahe über die Badewanne.

### Kapitel 2
Das zweite Kapitel spielt einige Zeit später im Zimmer der Thienwiebels, einer Dachstube. Es befinden sich dort Niels Thienwiebel, seine Frau Amalie und ihr Kind Fortinbras. Das Kapitel beginnt am Nachmittag und endet in der Nacht desselben Tages.
Niels versucht den Monolog „Sein oder Nichtsein“ zu rekapitulieren, wird aber durch die stinkenden Windeln des Säuglings dauernd abgelenkt. In Erinnerung an Hamlets verwesten Hofnarren Yorick beklagt er seinen verschwundenen Ruhm. Seine Frau ist ihm in ihrer verwahrlosten Halbnacktheit zuwider, sein Gesprächspartner Horatio, alias Ole Nissen, ist nicht verfügbar. Da er nur einen Schlafrock als Kleidungsstück besitzt (der Rest ist verpfändet), fühlt er sich gelangweilt und eingesperrt. Währenddessen füttert Amalie ihr Kind mit einem Gummischlauch.
Nach einiger Zeit beginnt Thienwiebel ein Gespräch mit Amalie, in dem er sich über die Isolation in ihrer Wohnung beklagt. Das Gesprächsthema wird jedoch schnell fallen gelassen, weil Amalie das Gespräch dahin zu lenken versucht, dass die Situation durch Niels Weigerung, eine weniger ruhmreiche Arbeit anzunehmen, bedingt ist. Nachdem sich die beiden stundenlang anschweigen, gibt die angeblich kranke Amalie Fortinbras seinem Vater, um Salbei zu inhalieren. Thienwiebel wirft seiner Frau vor, es würde Fortinbras schaden, wenn diese ihm nicht selbst die Brust gebe, sondern ihn mit der Flasche stille. Amalie rechtfertigt dies mit ihrer Krankheit, woraufhin Niels ihr vorwirft, ihre Krankheit nur vorzutäuschen. Im folgenden Verlauf des Gesprächs wirft sich die Schuldfrage auf, wer von ihnen für ihre ärmliche Situation verantwortlich sei.
Der Streit wird durch das Erscheinen von Ole Nissen unterbrochen. Dieser hat durch das Porträtieren der Frau des Kanalinspektors Geld verdient und feiert dies nun mit den beiden Thienwiebels. Nach einiger Zeit und etlichen Gläsern Punsch, bei Skat und Zigarren wird Amalie nur noch mit Hamlets Geliebter Ophelia verglichen. „Ophelia“ und Ole tauschen auf dem Sofa sexuelle Zärtlichkeiten aus. Niels toleriert dies, da er von Oles finanzieller Unterstützung profitiert.
Fortinbras liegt während der Feier der Erwachsenen vernachlässigt in seinem Korb. Während gegen Ende der Zimmerorgie seine Mutter in Tiefschlaf fällt, schreit er, da er dringend eines Windelwechsels bedarf. Doch Thienwiebel kümmert sich nicht um ihn, sondern klagt nur über den Gestank der vollen Windeln.

### Kapitel 3
Niels hadert mit seiner Lebenssituation. Er hat sein Shakespeare-Rezitieren aufgegeben und trägt sich mit dem Gedanken an Selbstmord. Um Geld zu verdienen, arbeitet er morgens als Aktmodell für Schüler der Kunstschule, sein Mittagessen besteht aus einer simplen Kartoffelsuppe. Seine Frau wäscht sich nicht, sodass auch erotische Ausflüchte aus dem Elend wegfallen.
Als Amalie merkt, dass Niels Depression gefährlich wird, gibt sie plötzlich vor, künftig als Näherin arbeiten zu wollen. Dadurch wird Thienwiebel aus seinen Gedanken gerissen, und er widerspricht ihr heftig. Amalie ist dadurch wieder beruhigt.
Die Vermietern Rosine Wachtel bringt Milch für Fortinbras. In Wirklichkeit kontrolliert sie die Familie, da sie Angst um die monatliche Miete hat. Als sie sich dem kleinen Säugling zuwendet, erkennt sie, dass er völlig vernachlässigt in seinen eigenen Ausscheidungen liegt, macht aber keine Anstalten, dies zu ändern, sondern verschwindet wieder in ihre Küche.
Niels betrachtet sich daraufhin sein verwahrlostes Äußeres im Spiegel und versinkt abermals in Selbstmitleid. Plötzlich wendet er sich an seinen Jungen und versucht ihm klarzumachen, dass er in die Fußstapfen seines großen Vaters zu treten hat. Unterbrochen wird er kurzzeitig von Amalie, der abermals der Gedanke kommt, nähen zu gehen, was ihr Mann ihr jedoch streng verbietet. Während sie sich nun wieder beruhigt ihrem Schmalzbrot zuwendet, redet Niels abermals auf seinen Sohn ein und kommt wahnwitzigerweise zu dem Schluss, ein Wunderkind zu haben, das sich mit ihm unterhält. Begeistert von seinem Sohn will Niels ihn küssen. In diesem Augenblick füllt Fortinbras aber erneut seine Windel und vertreibt so seinen Vater.

### Kapitel 4
Die Frau Kanalinspektor, die Frau von Ole Nissens Mäzen, ist gestorben. Ole scheint ein schlechter Maler zu sein, denn er findet weder alte noch neue Kunden, ist nun pleite und bedauert, dass er nun keine Zigarren kaufen und keine Prostituierte mehr aushalten kann. Seine Vermieterin pfändet ihm die Hosen, sodass er nun den ganzen Tag im Bett halbnackt liegen muss und die Familie Thienwiebel entsetzt belauscht.
Das Elend der Thienwiebels wird aus der Perspektive der Haushälterin beschrieben. Sie verurteilt Amalie und Niels als faul, dumm und lustlos. Jedoch hat Amalie tatsächlich ihre Drohung zu arbeiten wahr gemacht und näht nun. Niels besucht indes Ole nebenan und nötigt ihm Shakespeare-Zitate und vom Wahnsinn gezeichnete Gespräche auf. Niels spielt den Wahnsinnigen, der seine Arbeit aufgeben musste, um zu verhindern, dass Frau Wachtel von ihm Miete einfordert. Außerdem gibt Niels seinem Sohn Schauspielunterricht, doch das erwartete Interesse bleibt aus. Er beschwert sich daraufhin bei seiner kranken Frau, die ihn jedoch nicht sonderlich ernst nimmt. Erst als Niels vorhat, seinen Sohn zur Züchtigung zu schlagen, wird sie aufmerksam und versucht dies zu verhindern. Entgegen ihrem vernünftigen Versuch, ihn davon abzuhalten, schlägt er seinen kleinen Sohn dennoch und erhält daraufhin auch von seiner Frau eine Ohrfeige.

### Kapitel 5
Ole Nissens Situation hat sich enorm verbessert, da er mit seinem neuen Job als Firmenschildmaler wieder zu etwas Geld gekommen ist und sich wieder Prostituierte leisten kann. Daraus resultierend verspürt auch Frau Wachtel eine große Erleichterung, da Ole seine Miete wieder zahlt.
Thienwiebel hingegen hat ein Engagement bei einer Wanderbühne abgelehnt, weil er es nicht als niveauvoll genug für den „großen Thienwiebel“ befunden hat. Dementsprechend schlecht ist auch die gesamte Familiensituation. Amalie ist, da ihr Mann sie wegen der Ohrfeige nur noch mit Verachtung straft, stumpfsinnig und depressiv geworden, ihr ist alles egal, vor allem auch, wie es ihrem Sohn geht. Der inzwischen dreijährige Fortinbras ist ernsthaft krank, zahnt und hat Läuse oder Flöhe. Mit Süßigkeiten und Flohpulver wird er ruhiggestellt, denn ein weiteres Saufgelage soll stattfinden, zu dem auch Frau Wachtel und Oles neue Maitresse eingeladen sind.
Niels gibt sich in nostalgischer Stimmung Shakespeare-Zitaten hin, Amalie ist apathisch, Frau Wachtel etwas nervös und Ole nur mit Mieze beschäftigt. Um Fortinbras kümmert sich zunächst keiner, bis Mieze auf sein Schreien aufmerksam wird, ihn an den Tisch bringt und ihn füttert und liebkost. Während Fortinbras nun die ungewohnte Aufmerksamkeit, die ihm entgegengebracht wird, genießt, erzählt Frau Wachtel zu Tränen gerührt von ihrer verstorbenen Pflegetochter. Später ziehen sich Frau Wachtel in ihre Wohnung und Amalie vor ihren Inhalations-Ofen zurück, die übrigen spielen Skat und sind inzwischen sehr betrunken. Nach einiger Zeit schreit Fortinbras erneut, was bei seinem Vater einen Wutanfall auslöst. Er prügelt das Kind und drückt ihm ein Kissen ins Gesicht, um es vollends ruhigzustellen. Mieze bemerkt dies und beschimpft Niels, woraufhin Thienwiebel sie und Ole aus der Wohnung wirft und das Kissen Amalie ins Gesicht schleudert, die auf keines der Ereignisse reagiert hat.

### Kapitel 6
Frau Wachtel verflucht Ole, der sie wie ihr zweiter Ehemann verlassen hat und nichts zurückgelassen hat außer Bildern und einer schmutzigen Tapete. Erbost lässt sie ihren Zorn an der Familie Thienwiebel aus und fordert ihre Miete ein, sie setzt der Familie eine Frist von einer Woche.
Daraufhin verlässt Niels zum ersten Mal selbst die Wohnung und macht sich auf den Weg ins Hafenviertel, um dort Arbeit zu suchen. Stattdessen spielt er den Hafenarbeitern den Künstler vor. Dadurch schnorrt er sich durch und trinkt bis in die Morgenstunden. Amalie bleibt in der Wohnung. Stumpfsinnig wie eine Maschine näht sie. Der kleine Fortinbras ist krank und liegt verwahrlost in seinem Korb.

### Kapitel 7
Amalie versucht an Silvester, am Abend vor ihrem Hinauswurf, völlig durchgefroren und verängstigt auf ihrer Matratze einzuschlafen. Sie lauscht den Geräuschen der Nacht. Ein Dieb wird verfolgt, Frühaufsteher rufen sich Segenswünsche zu. Als ihr völlig betrunkener Mann nach Hause kommt und sie und den schreienden Fortinbras beschimpft, fängt sie verzweifelt an zu weinen. Auch Niels realisiert die ausweglose Lage, wird jedoch daraufhin nur noch aggressiver. Zweimal wird Amalie von ihrem groben und brutalen Mann zum Beischlaf gezwungen. Beim zweiten Mal unterbricht Fortinbras’ Weinen den Vorgang. In sinnloser Wut erwürgt daraufhin Niels das Kind.
Acht Tage später entdeckt der Bäckerjunge Tille Topperholt den im Suff auf der Straße erfrorenen Niels. Amalie ist völlig der Depression verfallen.

## Charakteristiken

### Niels Thienwiebel
Niels Thienwiebel ist ein arbeitsloser Schauspieler aus Trondhjem. Vor Jahren reüssierte er als Hamletdarsteller in fester Anstellung und gelangte zu einer gewissen Berühmtheit. Nachdem er aber der Hamlet-Rolle entwachsen ist und seine Eitelkeit es ausschließt, sich neue Rollen zu erarbeiten, hat er sein Engagement verloren und haust mit seiner Frau und seinem Sohn in einer gemieteten Dachstube. Er hat seinen gesamten Besitz verpfänden müssen, einschließlich seiner Straßenkleidung, sodass er nur einen löcherigen Morgenmantel und einen Zylinder besitzt. Der vormals schöne und gepflegte Mann ist nun ein verkommener Prolet geworden.
Eine Anfrage einer Wanderbühne lehnt er ab, einen Job als Aktmodell in einer Kunstakademie gibt er nach kurzer Zeit auf.
Die Enge der Wohnung und die Langeweile des Eingesperrtseins schlagen ihm aufs Gemüt. Erfolglos memoriert er seine Paraderolle und versucht alle ihn umgebenden Figuren zu Mitakteuren zu machen. Wenn das nicht gelingt, verfällt er in Depression oder in aggressives Verhalten. Um nicht für sein Verhalten zur Verantwortung gezogen zu werden, spielt er den Wahnsinnigen, begreift aber in lichten Momenten sein ruhmloses Schicksal, wenn er sich in der Gestalt des Yorick erkennt. In seinem selbstverliebten Egoismus kann er aber nicht auf die Bedürfnisse anderer Menschen eingehen, sodass diese sich von ihm abwenden. Als Frau Wachtel, die Vermieterin, ihn hinauswerfen will, unternimmt er einen letzten Versuch, Arbeit zu finden. Er landet aber in den Hafenkneipen von Tronhjem, wo er den Hafenarbeitern aus „Hamlet“ vorspielt und dafür von diesen ausgehalten wird. Völlig betrunken zeigt er sein wahres Ich, das brutal und triebhaft ist. Dies symbolisiert sein Name: Im Mittelhochdeutsch heißt „dien“ bzw. „tien“ „saugen/säugen“, ein „wîbeler“ ist ein „durch den zu innigen Umgang mit Weibern weibisch gewordene Mann“. Im Plattdeutschen ist die „Tienerbude“ ein Schuppen, eine Baracke. Der „Weibel“ oder „Webel“ ist ein Unteroffizier, der seine Soldaten schleift. Somit wäre der Name als „Barackendespot“ zu übersetzen.
Am Ende kommt er nach der Zechtour besoffen nach Haus, beschimpft seine Frau und seinen Sohn, zwingt Amalie mehrmals zum ehelichen Vollzug und tötet im Jähzorn Fortinbras, der seinen Vater durch Weinen im ungünstigen Moment in Rage gebracht hat. Niels Tod ist ruhmlos: Er wird als Schnapsleiche von einem Bäckerjungen entdeckt, der im Schnee über ihn gestolpert ist.

### Amalie Thienwiebel
Die Figur der Amalie Thienwiebel oder Ophelia, wie sie von Niels Thienwiebel bevorzugt genannt wird, ist die Ehefrau des Protagonisten Niels und ebenso wie er eine ehemalige Schauspielerin.
„Es ist ja alles egal, so oder so“. Dieses Zitat, das immer wieder in Zusammenhang mit Amalie genannt wird, charakterisiert sie gut. Obwohl Amalie keine alte Frau ist, scheint sie jegliche Lebensfreude verloren zu haben. Ihr Äußeres hat sie komplett vernachlässigt. Sie ist mager und ungepflegt, sieht krank aus und hat dünne, lehmfarbene Haare.
Der Charakter der Amalie durchläuft im Laufe der Erzählung eine zwar kaum spürbare, aber doch entscheidende Entwicklung.
Diese spiegelt sich vor allem in Amalies Verhalten gegenüber ihrem Sohn Fortinbras wider. In der Szene unmittelbar nach der Geburt wird sie als „etwas abgespannt“ und „müde“ beschrieben, was für eine Frau unmittelbar nach der ersten Entbindung nicht ungewöhnlich scheint. Ihre „Alles-egal“-Haltung tritt das erste Mal zu Tage, als die Wohnung und die Lebensverhältnisse der Thienwiebels beschrieben werden. Niels, Amalie und ihr Sohn sind sehr ungepflegt und leben im Dreck: So sind „die fünf kleinen gelben Lappen“ schlecht gewaschene Windeln, und sowohl das „schmutzige Kinderhemdchen“ als auch die schmutzstarrende Nachtjacke sprechen für sich. Amalie hat kein Interesse an ihren Lebensverhältnissen, geschweige denn an denen ihres neugeborenen Sohnes und sie erkennt auch zu Beginn schon ihre eigene Melancholie.
Ein entscheidender Charakterzug der Amalie ist ebenfalls ein völlig fehlendes Verantwortungsbewusstsein sowie ein starker Egoismus. Vor Niels Triebhaftigkeit aus Langeweile schützt sie sich, indem sie eine Lungenkrankheit vortäuscht und dauernd Salbei inhaliert. Gegenüber ihrem Neugeborenen verhält sie sich gefühl- und mitleidslos. Sie weigert sich, ihr Kind zu stillen, aus Angst davor, dass dies ihrem angeblich geschwächten Körper schaden könnte. Das hält sie aber nicht davon ab, Havannas zu rauchen, mit Ole Nissen intim zu werden und mit Appetit Schmalzbrote zu essen.
Diese überlebenstaugliche Amalie zeigt sich ein letztes Mal, als sie Niels davon abhält, Fortinbras zu schlagen, indem sie ihm selbst eine Ohrfeige gibt. Indem sie ihren Sohn vor der willkürlichen Bestrafung durch Niels bewahrt, zeigt Amalie, dass sie zumindest zu diesem Zeitpunkt noch über Menschlichkeit verfügt. In ihrem Absinken in den Stumpfsinn und in die Depression stellt dieses Ereignis im Verlauf der Erzählung aber einen Wendepunkt dar: Gab es hier zumindest noch etwas Hoffnung auf ein gutes oder zumindest nicht katastrophales Ende, merkt man in den nachfolgenden Kapiteln, dass Amalie mit dem Leben schon abgeschlossen hat. Sie wird immer phlegmatischer und fauler, lässt sich immer mehr hängen, bedauert sich nur noch selbst und kümmert sich immer weniger um ihren Sohn; zuletzt beschreibt der Erzähler sie sogar als „reine Maschine“. Auch ihr Einfluss auf Niels ist geringer denn je, denn obwohl sie die Ausweglosigkeit der Familiensituation erkannt hat, kann sie weder Niels zur Arbeit bewegen, noch ihn vom Saufen abhalten. Da Niels seit der Ohrfeige nicht mehr mit ihr redet, fällt sie in eine völlig apathische Depression. Am Ende duldet sie sogar ihre Vergewaltigung und die Ermordung ihres Sohnes.
Amalie und Niels stehen stellvertretend für einen Teil der Gesellschaft, dem die Kraft fehlt, sich gegen den Sturz in das Elend zu wehren. Denn hätten sie früh genug erkannt, dass die Zeit, in der sie durch Schauspielern, durch Kunst, ihren Lebensunterhalt sichern konnten, vorbei ist, hätte sich ihr Schicksal wohl noch wenden lassen können.
Abschließend muss man sagen, dass das Tragische an Amalie und ihrem Schicksal allerdings nicht nur die Katastrophe an sich ist, sondern vielmehr Amalies Einstellung ihr gegenüber. Für diese „Es-ist-alles-egal“-Einstellung dem Leben gegenüber kann die Erzählung „Papa Hamlet“ eigentlich nur eine einzige Antwort im Sinne poetischer Gerechtigkeit geben (und offenbart so den Erkenntnisstand am Ende des 19. Jh.): Amalie hat das Leben nicht verdient! Und deswegen stirbt sie (sehr wahrscheinlich) am Ende ebenfalls.

### Fortinbras
Fortinbras Thienwiebel ist der Sohn von Niels und Amalie Thienwiebel. Die Novelle beginnt mit der Geburt Fortinbras und endet mit der Ermordung des Dreijährigen durch seinen Vater Niels.
Zunächst ist Fortinbras ein normales Kind, das natürliche Bedürfnisse zeigt. Er wird der Familie Thienwiebel jedoch sowohl finanziell, als auch moralisch schuldlos zum Verhängnis. Der soziale Fall seiner Familie trifft ihn am meisten. Im Laufe seines kurzen Lebens leidet er immer mehr unter Krankheiten, Parasiten und Verwahrlosung. Außerdem hat er keine zwischenmenschlichen Beziehungen, auch nicht zu seinen Eltern, die ihn immer nur in seinem Korb in der Zimmerecke liegen lassen. Dadurch bleibt er unterentwickelt, was sich zum Beispiel darin zeigt, dass er das Sprechen nicht lernt.
Es liegt eine Ironie darin, dass Fortinbras für das Ehepaar das Ende ihrer Bohèmeexistenz bedeutet, der Sohn jedoch laut Niels alles besser machen soll als er selbst.
Eine Mutter-Kind-Beziehung wird durch die Lungenkrankheit, die Amalie vortäuscht, verhindert, da sie ihn deshalb nicht stillt, sondern mit einem Gummischlauch füttert.
Niels empfindet in der Enge der Dachstube seinen Sohn als lästig und Ekel erregend wegen des Windelgestanks. Er bezeichnet seinen Sohn entweder mit negativ gemeinten Tiernamen oder will mit ihm wie mit einem Erwachsenen umgehen. Da Fortinbras ihm nicht als willfähriger Dialogpartner dienen kann, will er ihn nur noch loswerden. Er misshandelt seinen Sohn mehrmals, indem er ihn schlägt oder bewirft. Am Ende erstickt er ihn alkoholisiert im Jähzorn.
Frau Wachtel, die ihn als Hebamme mit zur Welt gebracht hat, erkennt zwar seine desolate Situation, ihre Hartherzigkeit verhindert aber, dass sie an seiner Situation etwas verbessert.
Fortinbras erfährt ein einziges Mal echte Zuneigung durch Mieze, einer Prostituierten Ole Nissens, die ihn liebkost und vor Niels in Schutz nimmt.
Der Name Fortinbras ist somit bittere Ironie, da der Prinz in Shakespeares „Hamlet“ anfangs von Hamlet besiegt wird, ihn aber am Ende beerbt.

### Ole Nissen
Der Kunstmaler Ole Nissen wohnt wie die Thienwiebels in einem kleinen Zimmer bei Frau Wachtel zur Miete. Er lebt in diesen armen Verhältnissen, da seine Bezahlung von den Aufträgen als Maler abhängt. Da er sein Handwerk offenbar nicht gut genug beherrscht, zudem unerlaubte Beziehungen zu seinen Kundinnen aufbaut und darüber hinaus sein Geld für Rauschmittel und Prostituierte verschwendet, kommt es sogar so weit, dass er seine Miete nicht mehr bezahlen kann und Frau Wachtel seine Hose verpfändet. Durch eine Anstellung in Helsingör als Werbeschilder-Maler verdient er anschließend wieder genug. An dieser Stelle wird auch seine Lebenseinstellung deutlich. Er feiert mit den anderen Hausbewohnern, bis dies zu einem Saufgelage ausartet. Außerdem bezahlt er sofort eine Prostituierte („Mieze“) von dem Geld.
Ole Nissen sucht ständig den Kontakt zu Frauen und macht selbst bei Amalie keine Ausnahme. Niels toleriert das stillschweigend, da er Oles Geldgeschenke braucht. Auffällig ist hierbei, dass Ole alle seine Geliebten „Mieze“ oder „Miezchen“ nennt, um peinliche Namensverwechslungen zu vermeiden.
Im Verlauf der gesamten Erzählung wird Ole als „der kleine Ole“ bezeichnet. In Verbindung mit seiner Person werden immer wieder Diminutive (z. B. „Schnurrbärtchen“) verwendet. Im Kontrast dazu steht der „große Thienwiebel“. Dies spiegelt sich auch in den parodistischen Hamlet-Theaterszenen wider, in welchen Thienwiebel die Hauptrolle besetzt und Ole verschiedene Nebenpersonen, meist Horatio, den besten Freund und einzigen Überlebenden des Schlussmassakers, darstellt.
Ole bleibt jedoch immer im Schatten des ehemaligen Hamlet-Schauspielers, bis er endlich aus dessen Leben verschwindet, nachdem dieser nicht mehr die freizügige und unterhaltsame Rolle des Bohème-Künstlers einnimmt, sondern ins gefühllos Rohe abgleitet. Ironischerweise wird in dieser Beziehung Ole in seiner Kunst des Überlebens der Horatiorolle gerecht.

### Frau Wachtel
Frau Rosine Wachtel ist die Vermieterin des Hauses, in dem die Schauspielerfamilie Thienwiebel und der Maler Ole Nissen wohnen. Zu Beginn der Erzählung übernimmt sie die Rolle der Hebamme bei Fortinbras’ Geburt. Sie war zweimal in ihrem Leben verheiratet, doch beide Male wurde sie von ihrem Mann verlassen. Ihre Pflegetochter Malchen ist schon in frühem Alter verstorben, sodass Frau Wachtel keine Familie mehr hat und auf sich selbst gestellt ist. Dementsprechend abhängig ist sie von regelmäßigen Mietzahlungen ihrer Mitbewohner. Aufgrund der Bohèmeexistenz, die die gesellschaftlich abgestiegenen Künstler führen, wird eine Zahlung der Miete für Thienwiebels im Verlauf von „Papa Hamlet“ jedoch immer schwieriger. Deshalb sieht sich Frau Wachtel zum Ende der Erzählung hin gezwungen, die Familie auf die Straße zu setzen, um nicht selbst ins Proletariat abzurutschen. In ihren Charakterzügen spiegelt sich ihre Einsamkeit wider: Sie ist neugierig, selbstmitleidig und teilweise auch rücksichtslos im Umgang mit ihren Mitmenschen, obwohl sie natürlich auch an ihre eigene Situation denken muss.
Generell hat Frau Wachtel in „Papa Hamlet“ die Rolle, die kleinbürgerliche Schicht darzustellen. Ihre Denkmuster karikieren die Ideologie des Kleinbürgertums, durch die sich unter anderem ihre auf sich selbst bezogene Weltsicht erklären lässt. Als verlassene Frau wird Frau Wachtel von der „anständigen Gesellschaft“ geschnitten. Für sie ist die Bohème-Gesellschaft in ihrer Dachstube ein Familienersatz und Ersatz für fehlende gesellschaftliche Anbindung. Mit ihrem exotischen Lebensstil versucht sie auch aus dem sie umgebenden kleinbürgerlichen Spießertum herauszustechen und zu provozieren.

## Hamletbezüge
Seit Goethes Shakespeare-Rede gilt Shakespeare als Urbild des Genies. Goethe hat dadurch das Künstlerbild des Bürgertums entscheidend geprägt. Shakespeares Drama „The Tragical History of Hamlet, Prince of Denmark“ gehört im späten 19. Jahrhundert zu den meistgespielten Theaterstücken der Weltliteratur. Hamlets Monolog „Sein oder Nichtsein ...“ ist eine der zehn Ikonen der modernen abendländischen Literatur. Besonders das Schicksal der Ophelia, Hamlets wahnsinnig gewordener Geliebten, die als Wasserleiche endet, hat den gesamten Symbolismus bis hin zum Expressionismus geprägt und zu zahlreichen Darstellungen in Kunst (z. B. John Everett Millais, Alfred Kubin, Edvard Munch) und Literatur (Arthur Rimbaud, Georg Heym) geführt. Holz und Schlaf machen damit das Kunstwerk schlechthin zur Folie der eigenen Erzählung.
Der Titel „Papa Hamlet“ ist in mehrfacher Hinsicht als Ironie zu verstehen:
Zum einen gilt Hamlet als Inbegriff des jugendlichen Helden. Das Wort „Papa“ setzt diesem Klischee die Vorstellung eines gemütlichen, liebevollen, liebkosenswerten Familienvaters entgegen. Die darin liegende Lesererwartung wird mehrfach enttäuscht. Die im Titel-Oxymoron suggerierte Komik stellt sich nicht ein, Vater Thienwiebel übernimmt auch keine der Vaterpflichten, am Ende erwürgt er sogar seinen Sohn, der ihm einfach nur lästig ist.
Zudem ist Niels ein Anti-Hamlet, weil er nicht moralisch reflektiert und dadurch zur moralischen Tat gelangt. Sein Wahnsinn dient nicht der Entlarvung des Bösen, sondern der Mietprellerei. Das Schlussgemetzel stellt keine Gerechtigkeit her, sondern den Tiefpunkt der egoistischen Unmenschlichkeit.
Das Hamlet-Motiv ist in „Papa Hamlet“ ein integrierendes Erzählglied in der Form der Spiegelung und des Kontrasts.
Da Niels komödiantische Extrovertiertheit kein Publikum mehr findet, verwandelt er seine armselige Mietunterkunft in eine Ersatzbühne. Da er nur in seiner eigenen Fiktion existieren will, muss er auch seine Umgebung zur Fiktion machen. So wird ihm seine Frau zur liebreizenden Ophelia, der Zimmernachbar Ole Nissen zum besten Freund Horatio, sein Sohn erhält die Rolle des tapferen Prinzen Fortinbras, er selbst übernimmt die Rolle des Hamlet, der umstellt von seinen Gegnern zur tragischen Tat schreitet.
Die hässliche Wirklichkeit verjagt ihn aber immer wieder aus seinen Einbildungen. Niels Frau ist in seinen Augen eine verwahrloste, stumpfsinnige Schlampe; sein Prinz ein kränklicher und in der Enge der Wohnsituation stinkender und schreiender Balg, der in seiner Wiege verkümmert. Ole Nissen hält Niels Familie gegen sexuelle Dienstleistungen Amalies aus und verschwindet, wenn er etwas Besseres gefunden hat, sang- und klanglos. Niels selber sieht sich immer mehr in der Rolle des armen Yorick. Bei der Beerdigung Ophelias graben zwei sarkastische Totengräber den verwesten Schädel des ehemaligen Hofnarren von Hamlets Vater aus. Aus Verzweiflung über sein missratenes Leben verreckt Niels am Ende erfroren im Suff. Niemand wird seinen Ruhm der Nachwelt verkünden.
In den Dutzenden von Hamlet-Zitaten parodiert Niels sich selbst. Das Shakespeare’sche Pathos entlarvt die eigene Jämmerlichkeit und spiegelt sie ins Groteske. Gleichzeitig dienen die Zitate als eine Art innerer Monolog. Da Holz und Schlaf konsequent ihre Geschichte aus der Außensicht mithilfe der „phonographischen Methode“ erzählen wollen, können sie so ihrem Prinzip treu bleiben
Auf einer anderen Ebene wird mit „Papa Hamlet“ auch Shakespeare – besser gesagt: die Shakespearerezeption des 19. Jh. – parodiert. Der pathetische, dichterisch-hochsprachliche Stil der klassischen Tragödie wird kontrastiert mit dem groben Poltern des depravierten Niels. Im III. Abschnitt deklamiert Niels den Hamlet-Monolog, um abzubrechen mit den Worten „Ae, Quatsch!“ Dies ist der Wendepunkt seiner Existenz. Der Bruch mit den kulturellen Werten des Bürgertums ist total. Selbst in der Form des Bohèmes als Negation des bürgerlichen Philisters bestimmen bürgerliche Sitten- und Ordnungsanschauungen den eigenen Wert. Nun hat Niels auch mit dieser Lebensform gebrochen, seine Proletarisierung und mehr noch seine völlige Entmenschlichung ins rein Triebhafte ist damit vollzogen. Der Shakespeare-Text landet in einem Stillleben, in dem er gleichrangig neben einer „Spirituskochmaschine, einem braunirdenen Milchtopf ohne Henkel, eines alten berußten Handtuchs, einer Gaslampe und einer Photographie des großen Thienwiebel im Morarahmen“ liegt.
Wenn Niels seine Frau in der Nacht des Hinauswurfs mehrfach brutal zum Beischlaf nötigt, wird das sarkastisch als „Sommernachtstraum“ karikiert. Der Erzähler kann so seine Wertung in den Text einflechten, ohne auktorial kommentieren zu müssen. Genie und Moral, Grunderrungenschaften bürgerlicher Ideologie, sind damit als Ramsch im Ausverkauf der Moral entlarvt. Schärfer kann man den Imperialismus kaum kritisieren.
In Szene II des dritten Aktes von „Hamlet“ entwickelt Hamlet in seinen Regieanweisungen an die Schauspieler ein naturalistisches Dramenkonzept, das auf wildes Gestikulieren, auf lautstarkes Deklamieren und jede Art von Übertreibung verzichtet, mit dem Ziel, die Menschlichkeit naturgetreu nachzuahmen. Niels Thienwiebel, der alle außer ihm selbst für „Stümp’r“ (Stümper bzw. Versager) hält, entlarvt sich in diesem Wort als das Gegenstück zu dieser Vorstellung. Er muss ein bramarbasierender Schmierenkomödiant gewesen sein, der – wie es im „Hamlet“ heißt – den „Tyrannen übertyrannt“.
„Papa Hamlet“ wird so zum programmatischen Titel der eigenen Kunsttheorie, die genau das Gleiche will wie Hamlet in Shakespeares Drama. Im Schlussmonolog des zweiten Akts soll Kunst die Schuldigen so treffen, dass sie sich sogleich zu ihren Missetaten bekennen. „Das Schauspiel sei die Schlinge, in die der König sein Gewissen bringe.“ Holz und Schlaf bereiten damit das Ende der bürgerlichen, vom Wilhelminismus geprägten Gesellschaft vor. Sie sind damit schon nicht mehr reine Naturalisten, sondern nehmen geistig schon Brecht und Benn vorweg.

## Doppelte Autorenschaft
1887 traf Arno Holz Johannes Schlaf. Beide waren junge Schriftsteller auf der Suche nach neuen Formen. In Niederschönhausen bei Berlin gründeten sie eine literarische Wohngemeinschaft unter ärmlichen Verhältnissen.
Schlaf lieferte eher die Grundidee, beide entwickelten den Plot weiter, Holz kümmerte sich um die neue formale Gestaltung gemäß seiner Theorieformel „Kunst = Natur – x“. Da sich hinter der Variablen „x“ die Reproduktionsbedingungen und deren Handhabung verbargen, war das Schreiben im Kollektiv eine Möglichkeit, die eigenen Erfahrungen, Talente und Deutungsmuster in der Auseinandersetzung mit dem Kollegen zu erweitern und zu prüfen.
Dadurch erhofften sich die beiden eine Objektivierung des Dargestellten und damit eine höhere Gültigkeit. Ihr Erzähler ist fast nur noch Beobachter der Situation. Der größtmögliche Verzicht auf psychologische Innenansichten der Figuren, auf eigene auktoriale Wertung, auf Geschmackstrends der Zeit und auf Schönfärberei führten zu der „phonographischen Methode“, die „Papa Hamlet“ einen hörspielartigen Charakter geben und expressionistische Montagetechniken, in manchen Großaufnahmen und Zeitlupen sogar den Film vorwegnehmen.

## Stilistische Elemente
Den Stil bestimmen differenzierte Nuancen in den suggestiven Beschreibungen (symbolische Gegenstände in Nahaufnahme, Hintergrundgeräusche, Darstellung der Stille) sowie der „Sekundenstil“, der zu einer Deckung von Erzählzeit und erzählter Zeit führt (besonders in der Ermordungsszene).
Die Figurenrede wird nicht in einer hochsprachlich gereinigten Form dargestellt, sondern mimisch, gestisch und prosodisch konkretisiert. Alltagssprache, Jargon, Soziolekt und Dialekt samt bedeutungsloser Interjektionen („Ae“), paralleler Satzbaumuster, Anakoluthe (abbrechende Sätze), samt der den Sprechrhythmus hervorhebenden Interpunktion sind die neuen Darstellungsmittel.
Der (bürgerliche, also bemittelte) Leser wird dadurch in die Handlung hineingezogen und zum Sozialvoyeur gemacht. Darin liegt ein kathartischer Effekt.

## Wirkungsgeschichte
Das Buch erschien 1889 nicht nur unter dem Pseudonym Bjarne P. Holmsen, sondern gab sich auch als eine Übersetzung des fingierten Übersetzers Dr. Bruno Franzius aus. Ein erster anonymer Rezensent ist auf die Mystifikation hereingefallen und schrieb in der Zeitschrift Nord und Süd:

„Wenn wir auch diesen kleinen Genrebildern eine unbestreitbare Originalität zugestehen müssen, so sind sie doch noch zu unreife Werkchen eines ringenden, wenn auch begabten Dichters, als daß sie zu einer Übersetzung berechtigten. Die vor keiner Consequenz zurückschreckende Energie seiner Darstellungsweise, welche der Übersetzer hervorhebt, artet allzuoft in unschöne Gespreiztheit und Geschmacklosigkeit aus. Die scharfe Beobachtungsgabe verfehlt das würdige Objekt, der hie und da aufleuchtende Humor wird durch Maßlosigkeit des Ausdrucks erstickt.“

 Im Vorwort zur drei Jahre später erschienenen Publikation, diesmal unter ihrem Namen, schreiben Holz und Schlaf zu der Frage, warum sie ein Pseudonym und gerade dieses gewählt hatten: „Was sie dazu veranlasst hatte? Die alte, bereits so oft gehörte Klage, dass heute nur die Ausländer bei uns Anerkennung fänden, und dass man namentlich, um ungestraft gewisse Wagnisse zu unternehmen, zum Mindesten schon ein Franzose, ein Russe oder ein Norweger sein müsse.“